# 983 Gunila
983 Gunila, asteroid glavnog pojasa. Otkrio ga je Karl Wilhelm Reinmuth, 30. srpnja 1922.

## Vanjske poveznice
- Minor Planet Center